# 台湾粘冠草
台湾粘冠草（学名：Myriactis longipedunculata）是菊科粘冠草属的植物。分布于台湾、菲律宾等地，生长于海拔2,300米至2,500米的地区，多生在山坡阴湿地，目前尚未由人工引种栽培。

## 异名
- Myriactis longipedunculata Hayata